# Relações entre Laos e Vietnã
As relações entre Laos e Vietnã (em vietnamita: Quan hệ Lào - Việt Nam) (em laociano: ການພົວພັນ ລາວ-ຫວຽດນາມ) referem-se ao relacionamento atual e histórico entre a República Democrática Popular do Laos e a República Socialista do Vietnã. O relacionamento, embora seja visto como melhor do que os laços entre o Vietnã e o Camboja, ainda é marcado por sentimentos negativos, especialmente porque o Vietnã e a China disputam a influência no Laos.

## História

### Antiguidade e Era Medieval
O Laos e o Vietnã compartilham uma fronteira comum e, consequentemente, têm tido um relacionamento muito complicado. Os reinos laocianos frequentemente entravam em conflito com as dinastias vietnamitas e, às vezes, esses confrontos evoluíam para guerras. Surgiram vários conflitos de fronteira e disputas territoriais, mas o mais notável deles foi a invasão vietnamita do Laos no final do século XV. Em um período da dinastia Lê, os vietnamitas invadiram e devastaram o Laos por quase dois anos. Em seguida, os vietnamitas se retiraram em um período de 10 anos (entre 1480 e 1490). Os vietnamitas não retornariam ao Laos por 200 anos depois disso. Entretanto, a invasão vietnamita prejudicou muito o Laos e o enfraqueceu seriamente. O Laos não conseguiu resistir às futuras incursões vietnamitas no país, apesar de ter estreitado os laços com o Reino de Aiutaia.

### Era Moderna
As relações modernas do Laos com o Vietnã definiram a estratégia do Partido Popular Revolucionário do Laos durante a luta pelo poder, e a oportunidade de estabelecer a República Democrática do Povo do Laos em 1975 não deixou margem para considerar outros alinhamentos de política externa além da continuação das "relações especiais" com o Vietnã. A relação cultivada no estágio revolucionário predispôs o Laos à solidariedade indochinesa nas fases de reconstrução e "construção socialista" e praticamente garantiu que as relações ou alinhamentos com a China e a Tailândia seriam cautelosos e potencialmente hostis. Além disso, o Partido Popular Revolucionário do Laos, diferentemente dos comunistas cambojanos sob o comando de Pol Pot, estava muito acostumado a aceitar os conselhos vietnamitas para considerar a possibilidade de agir por conta própria. A tomada final do poder pelo até então secreto Partido Popular Revolucionário do Laos em 1975 trouxe tanto o reconhecimento público da orientação norte-vietnamita sobre o partido, até então oculta, quanto expressões genuínas de gratidão do partido aos seus parceiros vietnamitas. O desafio que o grupo governante enfrentava - a construção de uma sociedade socialista - era visto como uma extensão natural da colaboração anterior com o Vietnã do Norte. A revolução estava simplesmente entrando em uma nova fase em 1975, e os líderes do partido se congratularam por terem expulsado os "imperialistas" e esperavam ansiosamente por conselhos e apoio econômico e militar, que não estavam disponíveis em nenhum estado vizinho ou contrarrevolucionário.
Os líderes do Partido Popular Revolucionário do Laos estavam acostumados a discutir políticas e a estudar doutrinas em Hanói. Eles formalizaram contatos governamentais com seus mentores em reuniões semestrais dos ministros das relações exteriores do Camboja, Laos e Vietnã a partir de 1980 e por meio da Comissão de Cooperação Conjunta Vietnã-Laos, que se reunia anualmente para analisar o progresso de vários projetos. Existiam outros níveis de cooperação entre o Laos e o Vietnã, por exemplo, reuniões entre partidos e intercâmbios entre províncias, bem como organizações de massa para jovens e mulheres. As reuniões da comissão eram realizadas regularmente.
No entanto, os principais canais de influência do Vietnã no Laos eram o Partido Popular Revolucionário do Laos e o Exército Popular do Laos. No Partido Popular Revolucionário do Laos, a colaboração de longa data tornou desnecessários os comitês especiais, enquanto no Exército Popular do Laos, os conselheiros, instrutores e tropas vietnamitas no local constituíam uma influência generalizada, embora evitassem a exposição pública, mantendo-se em suas áreas de base designadas. A cooperação no campo militar foi provavelmente a mais extensa, com logística, treinamento e comunicações fornecidos em grande parte pelo Vietnã durante as décadas de 1970 e 1980 (artilharia pesada e aeronaves foram fornecidas pela União Soviética).
A expressão "relações especiais" passou a ser usada por ambas as partes a partir de 1976 e, em julho de 1977, a assinatura do Tratado de Amizade e Cooperação Lao-Vietnamita, com duração de 25 anos, legitimou o estabelecimento de tropas do exército vietnamita no Laos para proteção contra vizinhos hostis ou contrarrevolucionários. Outro elemento de cooperação envolveu centenas de consultores vietnamitas que orientaram seus colegas do Laos em praticamente todos os ministérios em Vientiane. Centenas de técnicos e membros do Partido Popular Revolucionário do Laos estudaram em institutos de marxismo-leninismo ou em escolas técnicas em Hanói.
No entanto, os recursos que o Vietnã pôde conceder ao seu parceiro revolucionário foram severamente limitados pela destruição física da guerra e pela ortodoxia de suas estruturas e políticas econômicas. Entretanto, o Vietnã podia defender seus aprendizes laocianos junto à União Soviética, que, por sua vez, podia recomendar projetos de assistência econômica aos seus estados satélites do Leste Europeu. No entanto, a influência do Vietnã no Laos foi determinada pela assistência econômica e pela ideologia, bem como pela proximidade geográfica e histórica. As duas nações se encaixavam, como os líderes gostavam de dizer, "como lábios e dentes". O Vietnã proporcionou ao Laos, sem litoral, uma rota para o mar, e a região montanhosa do leste do Laos proporcionou ao Vietnã uma posição estratégica avançada para desafiar a hegemonia tailandesa no Vale do Mekong.
Durante a década de 1980, os oponentes regionais do Vietnã atribuíram a ele uma ambição neocolonial de criar uma "Federação da Indochina". Essa frase pode ser encontrada nos primeiros pronunciamentos do Partido Comunista Indochinês em sua luta contra as estruturas coloniais francesas na Indochina. Essa acusação perdeu força quando o Vietnã retirou suas tropas do Camboja em 1989 e, posteriormente, do Laos. A dependência do Laos em relação ao Vietnã desde 1975 pôde ser percebida como uma extensão natural de sua colaboração e solidariedade na revolução, e não como uma dominação pelo Vietnã.
Com a saída das forças militares vietnamitas - exceto por alguns engenheiros de construção - e o falecimento da maioria dos parceiros revolucionários vietnamitas de alto escalão, o magnetismo da relação especial perdeu força. Além disso, o Vietnã nunca foi capaz de reunir programas de ajuda econômica em larga escala. Lançou apenas 200 projetos de assistência entre 1975 e 1985, enquanto a União Soviética gerou um número consideravelmente maior de contribuições. Em 1992, o embaixador vietnamita de longa data no Laos, um veterano com 14 anos de serviço, caracterizou a relação como composta "d'amitié et de coopération multiforme entre les pays" (de amizade e cooperação diversificada entre os dois países). Esse pronunciamento foi muito menos convincente do que a formulação da "lei objetiva da existência e do desenvolvimento" expressa algumas vezes no passado.
Embora o histórico de liderança do Vietnã na revolução e seu poder militar e proximidade não deixem de existir, o Laos saiu na frente do Vietnã com seu Novo Mecanismo Econômico para introduzir mecanismos de mercado em sua economia. Ao fazer isso, o Laos abriu a porta para a aproximação com a Tailândia e a China, o que modificou a relação de dependência especial do Vietnã. O Laos poderia ter chegado ao mesmo ponto de normalização seguindo a mudança econômica e diplomática do Vietnã, mas, ao seguir em frente com determinação e responder aos gestos tailandeses e chineses, o Laos ampliou sua gama de doadores, parceiros comerciais e investidores, independentemente das tentativas do Vietnã de atingir o mesmo objetivo. Dessa forma, o Vietnã permanece nas sombras como mentor e aliado de emergência, e a tutela do Laos mudou drasticamente para os bancos de desenvolvimento e empresários internacionais.
O Laos foi um local da trilha Ho Chi Minh usada pelo Vietnã do Norte. O Laos também foi bombardeado pelas forças sul-vietnamitas e americanas devido à ocupação norte-vietnamita no leste do Laos. O Laos tem soldados vietnamitas estacionados lá desde que o Vietnã e o Laos assinaram um tratado para criar uma esfera unida e apoiar a reparação após a Guerra Civil do Laos. Devido ao seu domínio durante o século XIX, o Vietnã considera o Camboja e o Laos como estados tributários vassalos. A oposição laociana no exterior considera o governo do Laos um fantoche do Vietnã.

## Relações bilaterais e comércio
Desde que o Laos aprovou a lei de promoção de investimentos estrangeiros em 1989 até 2012, o Vietnã investiu em um total de 429 projetos com um valor combinado de US$ 4,9 bilhões, sendo na época o maior investidor estrangeiro no Laos.
O comércio bilateral dos dois países era de cerca de US$ 725 milhões no final de 2012.

## Missões diplomáticas
O Vietnã estabeleceu relações diplomáticas com o Laos em 1962.
| Do Vietnã no Laos - Vientiane (Embaixada) - Luang Prabang (Consulado) - Pakse (Consulado) - Savannakhet (Consulado) | Do Laos no Vietnã - Hanói (Embaixada) - Cidade de Ho Chi Minh (Consulado) - Da Nang (Consulado) |